# The Turn of a Friendly Card
The Turn of a Friendly Card è il quinto album in studio del gruppo progressive rock britannico The Alan Parsons Project, fondato da Alan Parsons ed Eric Woolfson, pubblicato nel 1980 dalla Arista Records.

## Descrizione
Alan Parsons ed Eric Woolfsons registrano The Turn of a Friendly Card tra la fine del 1979 e l'inizio del 1980, per poi pubblicarlo nel novembre del 1980. Poiché dall'autunno del 1978 entrambi, con le rispettive famiglie, si sono trasferiti a Monte Carlo nel Principato di Monaco per motivi fiscali, utilizzano come studio di registrazione lo Studio Acousti a Parigi. L'album riscuote un grande successo in termini di vendite, già nel luglio del 1981 supera i due milioni di dischi, che sarà inferiore solo all'album Eye in the Sky, raggiunge la tredicesima posizione nelle classifiche USA, ma è in Europa che spopola arrivando ovunque nella top venti ed in Austria e Germania al secondo posto. La permanenza nel Principato di Monaco e la scontata frequentazione del Casinò di Monte Carlo stimolano il tema dell'album che tratta del mondo del gioco e dei suoi rischi, raccontando a grandi linee la vita di un uomo di mezz'età che diviene insofferente e sfida la fortuna andando al casinò e giocandosi tutto e perdendo, dissipa tutto ciò che possiede.
Come session-man viene confermato il team ormai consolidato con Ian Bairnson alle chitarre, David Paton al basso, Stuart Elliott alla batteria e come cantanti Chris Rainbow e Lenny Zakatek. L'unica new entry è Elmer Gantry che canta nel brano introduttivo May Be A Price To Pay. Dopo la partecipazione ai tre album precedenti non viene confermato il tastierista Duncan Mackay che viene sostituito allo strumento da Eric Woolfson ed Alan Parsons.
La prima versione in CD di The Turn of a Friendly Card è uscita nel 1984.
In una sua personale classifica dichiarata nel 2022, Alan Parsons posiziona The Turn of a Friendly Card al secondo posto, tra tutti gli album del Project, dopo Tales of Mystery and Imagination. 
Alan Parsons nel 1981 riceve la quarta nomination ai Grammy Awards, questa volta per The Turn of a Friendly Card, nella categoria "Best Engineered Recording, Non Classical".

## Copertina e grafica
La copertina di tutte le versioni dell'album mostra una vetrata che sembra appartenere a una chiesa, ma il dettaglio in vetro colorato è una carta da poker, il re di quadri. La grafica è realizzata dai musicisti rock e registi di videoclip Kevin Godley e Lol Creme.

## Tracce

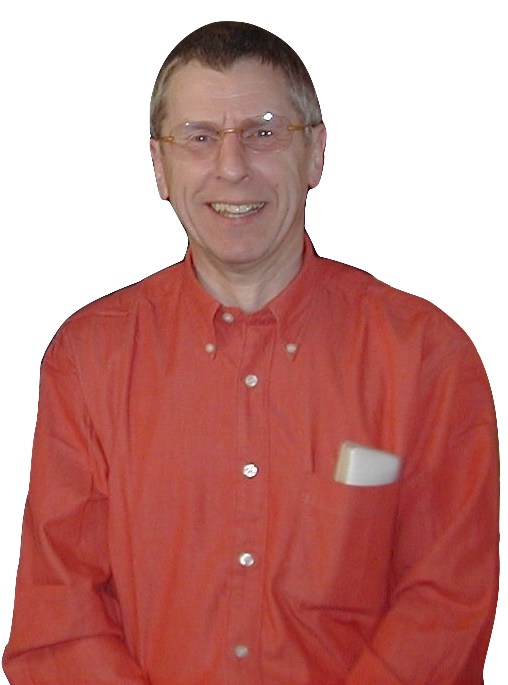
Chris Rainbow nel 2001. Session man del Project dal 1979, in The Turn Of A Friendly Card canta in quattro brani.

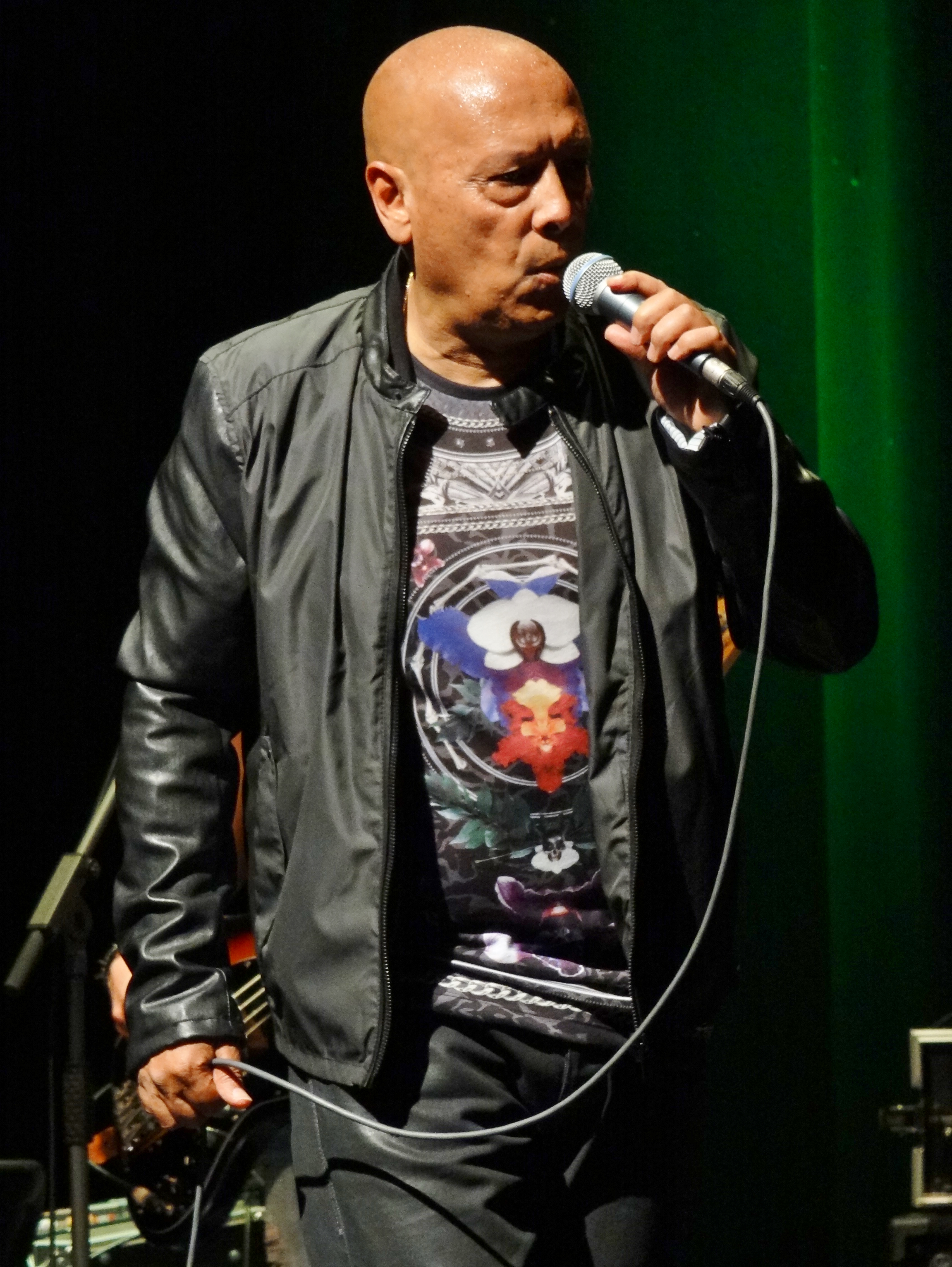
Lenny Zakatek nel 2014. Session man del Project dal 1977, in The Turn Of A Friendly Card canta in Games People Play e I Don't Wanna Go Home.

The Turn Of A Friendly Card - Album originale (1980)
Testi e musiche di Eric Woolfson e Alan Parsons; edizioni musicali Arista Records.
1. May Be A Price To Pay – 4:57 – Voce: Elmer Gantry • Pianoforte e Organo: Eric Woolfson • Chitarre: Ian Bairnson • Basso: David Paton • Batteria e percussioni: Stuart Elliott • Orchestra: arrangiata e diretta da Andrew Powell
2. Games People Play – 4:19 – Voce e vocal FX: Lenny Zakatek • Tastiere: Eric Woolfson • Projectron: Alan Parsons • Chitarre: Ian Bairnson • Basso: David Paton • Batteria e percussioni: Stuart Elliott • Cori: Chris Rainbow
3. Time – 5:05 – Voce e pianoforte: Eric Woolfson • Voci addizionali: Alan Parsons • Chitarra Pitched Shifted e chitarra acustica: Ian Bairnson • Basso e chitarra acustica: David Paton • Batteria e percussioni: Stuart Elliott • Cori: Chris Rainbow • Orchestra: arrangiata e diretta da Andrew Powell
4. I Don't Wanna Go Home – 4:57 – Voce: Lenny Zakatek • Pianoforte: Eric Woolfson • Voci addizionali: Alan Parsons • Chitarre: Ian Bairnson • Basso: David Paton • Batteria: Stuart Elliott • Cori: Chris Rainbow
5. The Gold Bug (Strumentale) – 4:33 – Fischio umano, clavinet echeggiato, autoharp e clic con le dita: Alan Parsons • Chitarre e chitarra acustica con tremolo: Ian Bairnson • Basso e chitarra acustica con tremolo: David Paton • Batteria e triangolo rotante armonizzato: Stuart Elliott • Voci: Chris Rainbow • Sassofono: Session man non identificato
6. The Turn Of A Friendly Card (part one) – 2:40 – Voce: Chris Rainbow • Pianoforte e clavicembalo: Eric Woolfson • Chitarre: Ian Bairnson • Basso: David Paton • Batteria e percussioni: Stuart Elliott • Orchestra: arrangiata e diretta da Andrew Powell
7. Snake Eyes – 3:18 – Voce: Chris Rainbow • Pianoforte: Eric Woolfson • Chitarre: Ian Bairnson • Basso: David Paton • Batteria e percussioni: Stuart Elliott • Voci corali: Tutti i componenti della band compreso lo staff dello studio di registrazione
8. The Ace Of Swords (Strumentale) – 2:58 – Clavicembalo e clavinet: Alan Parsons • Pianoforte: Eric Woolfson • Chitarre: Ian Bairnson • Basso: David Paton • Batteria e percussioni: Stuart Elliott • Orchestra: arrangiata e diretta da Andrew Powell
9. Nothing Left To Lose – 4:05 – Voce: Eric Woolfson • Chitarra acustica: Ian Bairnson • Basso: David Paton • Batteria: Stuart Elliott • Cori: Chris Rainbow • Fisarmonica a bottoni: Session man non identificato
10. The Turn Of A Friendly Card (part two) – 3:21 – Voce: Chris Rainbow • Pianoforte e clavicembalo: Eric Woolfson • Chitarre: Ian Bairnson • Basso: David Paton • Batteria e percussioni: Stuart Elliott • Orchestra: arrangiata e diretta da Andrew Powell

Durata totale: 40:13
The Turn Of A Friendly Card - Expanded Edition (2008)
Testi e musiche di Eric Woolfson e Alan Parsons; edizioni musicali Sony BMG, Legacy, Arista Records.
1. May Be A Price To Pay – 5:00 – Voce: Elmer Gantry • Pianoforte e Organo: Eric Woolfson • Chitarre: Ian Bairnson • Basso: David Paton • Batteria e percussioni: Stuart Elliott • Orchestra: arrangiata e diretta da Andrew Powell
2. Games People Play – 4:23 – Voce e vocal FX: Lenny Zakatek • Tastiere: Eric Woolfson • Projectron: Alan Parsons • Chitarre: Ian Bairnson • Basso: David Paton • Batteria e percussioni: Stuart Elliott • Cori: Chris Rainbow
3. Time – 5:15 – Voce e pianoforte: Eric Woolfson • Voci addizionali: Alan Parsons • Chitarra Pitched Shifted e chitarra acustica: Ian Bairnson • Basso e chitarra acustica: David Paton • Batteria e percussioni: Stuart Elliott • Cori: Chris Rainbow • Orchestra: arrangiata e diretta da Andrew Powell
4. I Don't Wanna Go Home – 4:52 – Voce: Lenny Zakatek • Pianoforte: Eric Woolfson • Voci addizionali: Alan Parsons • Chitarre: Ian Bairnson • Basso: David Paton • Batteria: Stuart Elliott • Cori: Chris Rainbow
5. The Gold Bug (Strumentale) – 4:34 – Fischio umano, clavinet echeggiato, autoharp e clic con le dita: Alan Parsons • Chitarre e chitarra acustica con tremolo: Ian Bairnson • Basso e chitarra acustica con tremolo: David Paton • Batteria e triangolo rotante armonizzato: Stuart Elliott • Voci aggiuntive: Chris Rainbow • Sassofono: Session man non identificato
6. The Turn Of A Friendly Card (part one) – 2:44 – Voce: Chris Rainbow • Pianoforte e clavicembalo: Eric Woolfson • Chitarre: Ian Bairnson • Basso: David Paton • Batteria e percussioni: Stuart Elliott • Orchestra: arrangiata e diretta da Andrew Powell
7. Snake Eyes – 3:16 – Voce: Chris Rainbow • Pianoforte: Eric Woolfson • Chitarre: Ian Bairnson • Basso: David Paton • Batteria e percussioni: Stuart Elliott • Voci corali: Tutti i componenti della band compreso lo staff dello studio di registrazione
8. The Ace Of Swords (Strumentale) – 2:58 – Clavicembalo e clavinet: Alan Parsons • Pianoforte: Eric Woolfson • Chitarre: Ian Bairnson • Basso: David Paton • Batteria e percussioni: Stuart Elliott • Orchestra: arrangiata e diretta da Andrew Powell
9. Nothing Left To Lose – 4:08 – Voce: Eric Woolfson • Chitarra acustica: Ian Bairnson • Basso: David Paton • Batteria: Stuart Elliott • Cori: Chris Rainbow • Fisarmonica a bottoni: Session man non identificato
10. The Turn Of A Friendly Card (part two) – 3:32 – Voce: Chris Rainbow • Pianoforte e clavicembalo: Eric Woolfson • Chitarre: Ian Bairnson • Basso: David Paton • Batteria e percussioni: Stuart Elliott • Orchestra: arrangiata e diretta da Andrew Powell
11. Maybe A Price To Pay (Intro - Demo) – 1:32
12. Nothing Left To Lose (Basic Backing Track) – 4:35
13. Nothing Left To Lose (Chris Rainbow Vocal Overdub Compilation) – 2:02
14. Nothing Left To Lose (Early Studio Version With Eric's Guide Vocal) – 3:11
15. Time (Early Studio Attempt) – 4:42
16. Games People Play (Rough Mix) – 4:32
17. The Gold Bug (Demo) – 2:49

Durata totale: 64:05

## Analisi
May Be A Price To PayLa traccia di apertura, che non è una strumentale come invece nei quattro album precedenti, inizia con un'introduzione pomposa di strumenti a fiato per poi passare magicamente ad un andamento funk che sfocia in un cantato con tono minaccioso, della new entry Elmer Gantry, il cui testo racconta la storia di un mago i cui subordinati giocano e tramano alle spalle del loro padrone.
Games People PlayIl brano, cantato da Lenny Zakatek, ha uno stile pop radio-friendly basata su un arpeggio realizzato con il sintetizzatore costruito personalmente da Parsons e da lui denominato Projectron. Il testo descrive il senso di solitudine che attanaglia i genitori dopo che i figli, divenuti adulti, hanno lasciato la casa, e come soluzione alternativa ad una fine noiosa e solitaria vi è il fascino dell'azzardo e le vittorie ai tavoli da gioco. Games People Play prende il nome dall'omonimo libro di Eric Berne del 1964 letto dalla moglie di Eric Woolfson.
TimeÈ il primo brano del Project cantato da Eric Woolfson, che dopo il grande successo dell'album si riproporrà sempre più spesso come voce principale. È una ballata malinconica e dal ritmo lento sulla fine della vita. Nel 2017 Time è stato inserito nella colonna sonora del film Una donna fantastica.
I Don't Wanna Go HomeCantato da Lenny Zakatek è strutturata secondo i canoni del progressive rock con notevoli assoli di Ian Bairnson. Il testo racconta la storia di un uomo che ha perso tutti i suoi soldi giocando d'azzardo.
The Gold BugIl brano prende il nome dal titolo di un racconto di Edgar Allan Poe dove veniva risolto un enigma grazie alla crittografia. Nel 1984 dopo la pubblicazione dell'album Ammonia Avenue una famosa marca di liquori italiana decide di utilizzare la strumentale The Gold Bug come colonna sonora per gli spot della stagione 1984 e 1985 del brandy Stock 84. Nel brano vi è una parte in cui Alan Parsons fischiando, e Chris Rainbow con un vocalizzo imitano lo stile dei temi leggendari degli Spaghetti-western di Ennio Morricone. La strumentale è caratterizzata da un notevole assolo di sassofono contralto suonato da un session-man francese che però non compare fra i crediti del disco. A tutt'oggi Alan Parsons non ricorda il nome del sassofonista.
(Alan Parsons novembre 2015, dal booklet del cd The Turn Of A Friendly Card - 35th Deluxe Anniversary Edition, 2015)
The Turn Of A Friendly Card (part one)Sull'LP originale il brano, che dà il titolo all'album, è una suite di sedici minuti, divisa in cinque tracce, che sono sezioni della canzone, ciascuna con il suo titolo specifico, che occupa gran parte del lato B dell'album. Il brano, cantato da Chris Rainbow, è ricco di strumenti e dominato dai sintetizzatori con Parsons che distribuisce alla perfezione i numerosi effetti sonori.
Snake EyesLa frase ricorrente nel testo cantato da Chris Rainbow "snake eyes, seven eleven" (occhi di serpente, sette undici) si riferisce al gioco dei dadi dove un giocatore che punta doppio uno o sette e undici perderà inevitabilmente sempre. La melodia del brano intreccia alla perfezione il cantato con il basso e le tastiere. Gli effetti sonori che si possono sentire all'inizio ed al centro della traccia furono registrati dal vivo nel casinò di Monte Carlo da Alan Parsons mediante un registratore che teneva in tasca. Lo stesso Parsons ci tiene a far presente che i suoni dei casinò sono molto cambiati nel tempo, al momento della registrazione del brano erano basati sul suono delle leve meccaniche che attivavano i rulli delle slot machine e del tintinnio delle monete che venivano inserite e di quelle vinte che cadevano nei vassoi. Attualmente si sentono principalmente ronzii, musichette e segnali acustici.

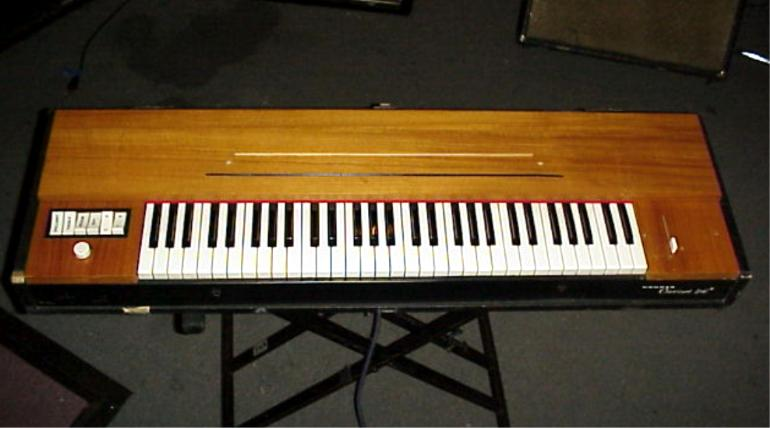
Un clavinet. Alan Parsons lo suona assieme al clavicembalo nel brano strumentale The Ace Of Swords.

The Ace Of SwordsNella strumentale Alan Parsons suona il clavicembalo ed il clavinet creando un'atmosfera dal sapore medioevale nella prima parte del brano, che poi con un repentino cambio di ritmo coinvolge l'orchestra diretta da Powell trasformando il brano in un classico del progressive rock.
Nothing Left To LoseCome capitato per il sassofonista in The Gold Bug anche in questo brano risulta sconosciuto un session-man, quello che realizza il famoso assolo con la fisarmonica a bottoni a circa metà del brano. Iconico anche l'assolo di chitarra di Ian Bairnson che chiude il brano.
The Turn Of A Friendly Card (part two)Cantato da Chris Rainbow il brano chiude la suite che nel suo insieme rappresenta l'apoteosi dell'espressione artistica del progressive rock. Il brano conclusivo dell'album sembra voler ricercare gli applausi dall'ascoltatore dell'intero disco, comincia infatti col leggero cantato di Rainbow che trascina l'introduzione progressiva di tutti gli strumenti che esaltano gli assoli di chitarra di Ian Bairnson per poi raggiungere il coinvolgimento totale con gli assoli dei fiati.

## Formazione[30]

### Leader

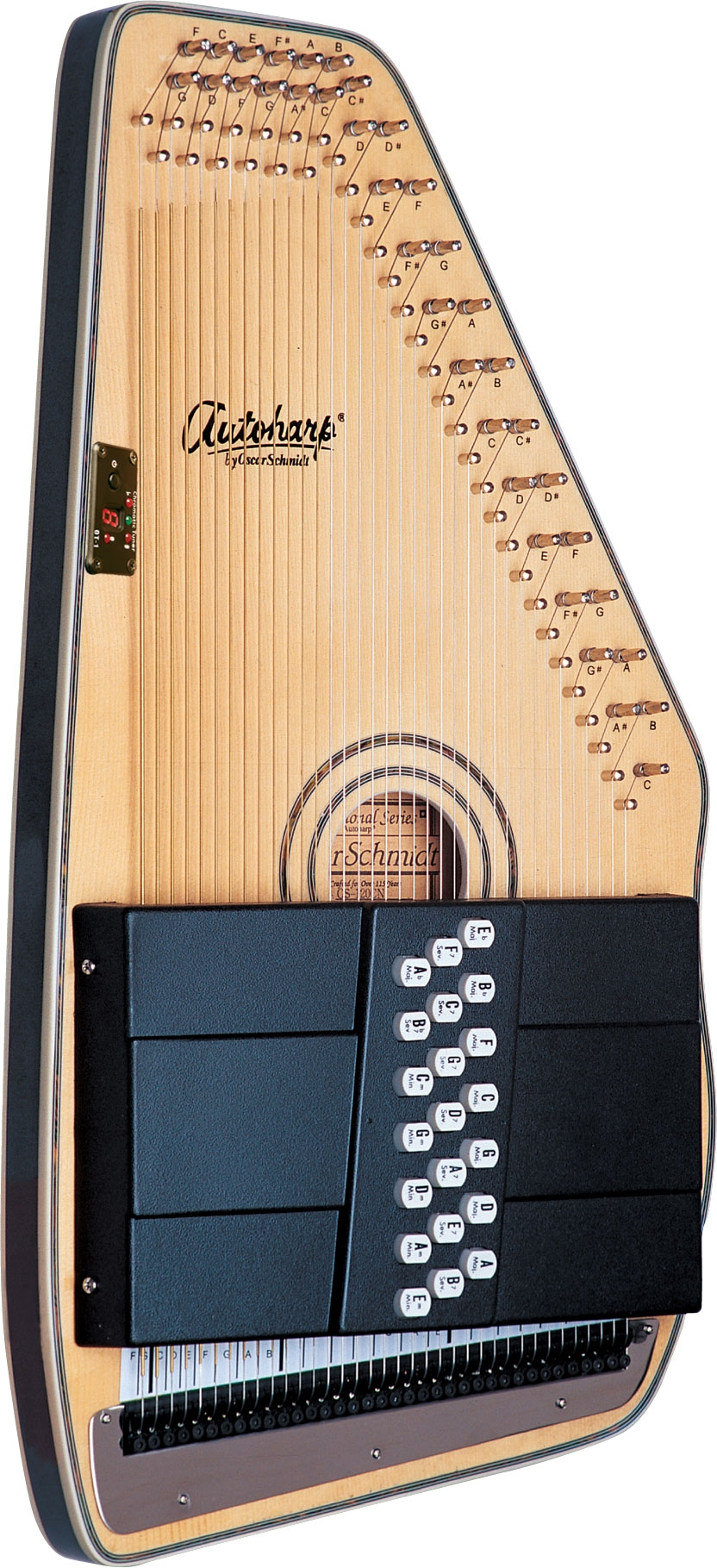
Un Autoharp. Alan Parsons la suona nel brano strumentale The Gold Bug.

- Alan Parsons – projectron (traccia 2), fischio umano (traccia 5), clavinet (traccia 8), clavinet echeggiato (traccia 5), autoharp (traccia 5), clic con le dita (traccia 5), clavicembalo (traccia 8), voci addizionali (traccia 3,4), autore testi e musiche (tracce 1,2,3,4,5,6,7,8,9,10), programming, ingegnere di registrazione, produttore
- Eric Woolfson – voce (traccia 3,9), pianoforte (traccia 1,3,4,6,7,8,10), organo (traccia 1), tastiere (traccia 2), clavicembalo (traccia 6,10), autore testi e musiche (tracce 1,2,3,4,5,6,7,8,9,10), produttore esecutivo

### Session Man
Cantanti
- Chris Rainbow – voce (traccia 6,7,10), cori (traccia 2,3,4,9), Voci aggiuntive (traccia 5)
- Lenny Zakatek – voce (traccia 2,4), vocal FX (traccia 2)
- Elmer Gantry - voce (traccia 1)
- Tutti i componenti della band compreso lo staff dello studio di registrazione - cori (traccia 7)

Musicisti
- Ian Bairnson – chitarra elettrica (traccia 1,2,4,5,6,7,8,10), chitarra acustica (traccia 3,9), chitarra pitched shifted (traccia 3), chitarra acustica con tremolo (traccia 5)
- David Paton - basso (traccia 1,2,3,4,5,6,7,8,9,10), chitarra acustica (traccia 3), chitarra acustica con tremolo (traccia 5)
- Stuart Elliott – batteria (traccia 1,2,3,4,5,6,7,8,9,10), percussioni (traccia 1,2,3,6,7,8,10), triangolo rotante armonizzato (traccia 5)
- sconosciuto - sassofono (traccia 5), fisarmonica a bottoni (traccia 9)

Orchestra
- The Munich Chamber Opera Orchestra - (traccia 1,3,6,8,10)
- Andrew Powell - direttore e arrangiamento orchestra (traccia 1,3,6,8,10)
- Sandor Farcas - primo violino (traccia 1,3,6,8,10)

## Videoclip
The Gold BugIl videoclip viene pubblicato in contemporanea con l'uscita dell'album nel novembre del 1980.
Games People PlayIl videoclip viene pubblicato in contemporanea con l'uscita dell'album nel novembre del 1980. Le riprese del videoclip sono effettuate negli studi di registrazione di Parigi durante una sessione del brano cantato da Lenny Zakatek.
The Turn of a Friendly Card (part two)Il videoclip viene pubblicato in contemporanea con l'uscita dell'album nel novembre del 1980. Il contenuto è molto efficace con una serie di immagini relative al casinò di Montecarlo ed in generale al gioco d'azzardo.
May Be A Price To PayPer il brano di apertura dell'album viene realizzato un video promozionale con riprese effettuate nello studio di registrazione di Parigi.

## Edizioni
The Turn of a Friendly Card - Expanded Edition (2008)Il 7 marzo del 2008 viene pubblicata la versione rimasterizzata dell'album originale con l'aggiunta di sette bonus track. Questa edizione diventerà la base per tutte le future riedizioni.
The Turn of a Friendly Card - 35º Deluxe Anniversary Edition (2015)Il 6 novembre del 2015, in occasione del 35º anniversario dalla pubblicazione di The Turn of a Friendly Card viene pubblicata un'edizione speciale con il seguente contenuto:
- 1 CD intitolato Original Album con l'expanded edition del 2008, rimasterizzata e con l'album originale più le sette bonus track.
- 1 CD intitolato Eric's Songwriting Diaries con venti tracce suddivise tra i diari di Woolfson, ulteriori nove bonus track e tre "single edits".
- Un booklet di 20 pagine con numerose foto relative al periodo di realizzazione dell'album, curiosità, interviste, testi e crediti.

La stessa custodia, nella sua parte interna è un ulteriore collage di foto inedite.
The Turn of a Friendly Card - Deluxe Limited Edition Boxed Set (2023)Il 24 febbraio del 2023, in occasione del 43º anniversario dalla pubblicazione di The Turn of a Friendly Card esce un'edizione speciale in cofanetto con il seguente contenuto:
- 1 CD intitolato The Original Album and Expanded Edition Bonus track, con l'edizione rimasterizzata del 2008, contenente l'album originale più le sette bonus track.
- 1 CD intitolato Eric Woolfson's Songwriting Diaries con tredici tracce tratte dai diari di Woolfson.
- 1 CD intitolato Recording Session Bonus tracks con quattordici tracce, suddivise tra undici di materiale inedito riguardante sessioni di prova e brani all'poca accantonati e tre single edit.
- 1 Blu-Ray in alta risoluzione con audio 5.1 surround stereo. Contiene dieci tracce audio e quattro tra videoclip, spot e video promozionali.
- Un libro di 72 pagine con numerose foto relative al periodo di realizzazione dell'album, curiosità, interviste, testi e crediti.
- La replica di un poster risalente al 1980 anno della pubblicazione dell'album originale.

## The Turn of a Friendly Card nella cultura di massa
Brandy Stock 84Nel 1984 dopo la pubblicazione dell'album Ammonia Avenue una famosa marca di liquori italiana decide di utilizzare la strumentale The Gold Bug come colonna sonora per gli spot della stagione 1984 e 1985 del brandy Stock 84.
Grand Theft Auto III: Vice City StoriesIl 31 ottobre 2006 la Rockstar North pubblica lo spinoff Grand Theft Auto: Vice City Stories del terzo episodio del videogioco della serie Grand Theft Auto, inserendo nella colonna sonora anche il brano Games People Play tratto dall'album The Turn of a Friendly Card del The Alan Parsons Project del 1980. Il brano si può ascoltare sintonizzando nel gioco la stazione radio Flash FM.

## Classifiche
| Nazione       | Miglior posizione in classifica | Settimane di permanenza |
| ------------- | ------------------------------- | ----------------------- |
| Germania      | 2º                              | 49                      |
| Austria       | 2º                              | 32                      |
| Norvegia      | 11º                             | 17                      |
| Stati Uniti   | 13º                             | 58                      |
| Canada        | 16º                             |                         |
| Paesi Bassi   | 17º                             | 12                      |
| Nuova Zelanda | 18º                             | 20                      |
| Svezia        | 22º                             | 7                       |
| Australia     | 24º                             |                         |
| Regno Unito   | 38º                             | 4                       |

## Riconoscimenti

### Nomination
Nel 1981 Alan Parsons riceve la nomination ai Grammy Awards per l'album The Turn Of A Friendly Card.
- Grammy Awards 1981 - categoria Best Engineered Recording, Non Classical - album The Turn Of A Friendly Card dei The Alan Parsons Project.